# Zemljiškoknjižni vložek
Vložek zemljiške knjige je enota, v katero se zapisujejo vodeni podatki potrebni za evidenco. Vložek obsega eno ali več zemljiških parcel. Sama sestava vložka je v celoti odvisna od predpisane zemljiškoknjižne tehnologije. 
V Sloveniji je vložek sestavljen iz naslednjih delov: 
- nadpis (označitev vložka za evidenco)

- List A - opis parcele s katastrskimi podatki  
  - A2 - kronološki list

- List B - lastninski list

- List C - bremenski list 
  - C1 - služnosti
  - C2 - hipoteke in zemljiški dolgovi
  - C3 - stvarna bremena